# Marchtrenk
Marchtrenk är en stadskommun i distriktet Wels-Land i förbundslandet Oberösterreich i Österrike. Kommunen har 14 724 invånare (2024) och består av tolv orter (Ortschaften) (inom parentes invånarantal 1 januari 2024):

- Au an der Traun (1 994)
- Kappern (403)
- Leithen (379)
- Marchtrenk (9 535)
- Mitterperwend (511)
- Niederperwend (329)
- Niederprisching (5)
- Oberneufahrn (170)
- Schafwiesen (566)
- Unterhaid (176)
- Unterhart (625)
- Unterneufahrn (31)